# Suno Erici
Suno Erici, född i Rystads församling, död 1648, var en svensk präst.

## Biografi
Suno Erici var född i Rystads församling. Han prästvigdes 7 augusti 1614 och blev 1623 kyrkoherde i Tingstads församling. Suno Erici blev 1635 kyrkoherde i Skällviks församling och  var ledamot för prästeståndet vid Riksdagen 1644. Han avled 1648.

### Familj
Suno Erici var gift med en till namnet okänd kvinna. De fick tillsammans barnen komministern Petrus Sunonis Tingstadius i Loftahammars församling, Helena Tingstadius (död 1633) och Margareta Tingstadius (död 1633).